# Talitha Bateman
Talitha Eliana Bateman (Turlock, California; 4 de septiembre de 2001) es una actriz estadounidense.

## Biografía
Bateman nació en Turlock, en el Condado de Stanislaus al Sur de California, Estados Unidos, hija de Jonelle y Tim Bateman, quien trabaja como paramédico y bombero en Half Moon Bay y como paramédico supervisor de campo en el condado de San Mateo. Es la séptima hija de ocho hermanos, todos involucrados en mayor o menor medida en el mundo del cine o de la televisión: Gabriel Bateman, Leah Bateman, Justin Bateman, Aleq Bateman, Noah Bateman, Judah Bateman y Hannah Rochelle Bateman. Tiene ascendencia inglesa, alemana, escocesa e irlandesa.

## Filmografía

### Cine
| Año  | Título original                      | Título en español      | Personaje                  | Director           |
| ---- | ------------------------------------ | ---------------------- | -------------------------- | ------------------ |
| 2015 | The Hive                             | The Hive               | Kayla                      | David Yarovesky    |
| 2016 | The 5th Wave                         | La quinta ola          | Tacita / Teacup            | J. Blakeson        |
| 2016 | Nine Lives                           | Nueve Vidas            | Nicole Camden              | Barry Sonnenfeld   |
| 2016 | So B. It                             | So B. It               | Heidi DeMuth               | Stephen Gyllenhaal |
| 2017 | Vengeance: A Love Story              | La Hora de la Venganza | Bethie Maguire             | Johnny Martin      |
| 2017 | Annabelle: Creation                  | Anabelle: La Creación  | Janice / Annabelle Higgins | David F. Sandberg  |
| 2017 | Geostorm                             | Geo-tormenta           | Hannah Lawson              | Dean Devlin        |
| 2017 | The Boxcar Children: Surprise Island | -                      | Violet (voz)               | Anna Chi           |
| 2018 | Love, Simon                          | Yo soy Simón           | Nora Spier                 | Greg Berlanti      |
| 2018 | Slender Man                          | Slender Man            | Zoey                       | Sylvain White      |
| 2019 | Countdown                            | La hora de tu muerte   | Jordan Harris              | Justin Dec         |

### Televisión; series y películas
| Año  | Título original                    | Personaje        | Notas                               |
| ---- | ---------------------------------- | ---------------- | ----------------------------------- |
| 2013 | The Middle                         | Chica            | Episodio: "The Kiss"                |
| 2014 | Maker Shack Agency                 | Animadora        | Episodio: "Pilot"                   |
| 2015 | Hart of Dixie (Doctora en Alabama) | Scarlett Kincaid | 3 episodios                         |
| 2016 | Mamma Dallas                       |                  | Episodio: "Pilot"                   |
| 2016 | Furst Born                         | Erin             | Episodio: "Pilot"                   |
| 2017 | Stuck in the Middle                | Sophie           | Episodio: "Stuck with a New Friend" |
| 2020 | Away                               | Alexis Logan     |                                     |